# Ctenitis nephrodioides
Ctenitis nephrodioides là một loài dương xỉ trong họ Dryopteridaceae. Loài này được F.Ballard mô tả khoa học đầu tiên năm 1955.
Danh pháp khoa học của loài này chưa được làm sáng tỏ. 